# Spheciospongia congenera
Spheciospongia congenera är en svampdjursart som först beskrevs av Ridley 1884.  Spheciospongia congenera ingår i släktet Spheciospongia och familjen borrsvampar. Inga underarter finns listade i Catalogue of Life.